# Séptimo
Séptimo es una película hispanoargentina de suspenso de 2013, producida por K&S Films y dirigida por Patxi Amezcua sobre su propio guion escrito en colaboración con Alejo Flah y que tuvo como principales intérpretes a Ricardo Darín y Belén Rueda. Se estrenó el 5 de septiembre de 2013.

## Sinopsis
Cada día, Sebastián (Ricardo Darín) recoge a sus hijos, Luna y Luca, en el piso de Delia (Belén Rueda), su exmujer y juegan a "ver quién llega antes" abajo: los niños por las escaleras, el papá por el ascensor, un juego que a Delia no le gusta. Un día Sebastián llega a la planta baja y los niños no están y tampoco los encuentra al buscarlos. Comienza a aflorar el miedo cuando recibe una llamada telefónica en la que un secuestrador pone precio para la liberación de sus hijos. Sebastián descubre la fragilidad de su mundo y tiene que decidir hasta dónde está dispuesto a llegar para reconstruirlo.

## Reparto
- Ricardo Darín como Sebastián Roberti.
- Belén Rueda como Delia.
- Luis Ziembrowski como Encargado del edificio.
- Osvaldo Santoro como Comisario Rosales.
- Guillermo Arengo como Rubio.
- Jorge D'Elía como Marcelo Goldsteinm.
- Abel Dolz Doval como Luca.
- Charo Dolz Doval como Luna.

## Taquilla
En sus primeros cuatro días de estreno en Argentina fue vista por 266.887 espectadores, según la consultora Ultracine. No llegó a superar a los dos mejores arranques del cine argentino, estrenados también ese mismo año, Metegol con más de 400.000, y Corazón de León con 282.647, pero logró superar a varios otros de años anteriores, como Un novio para mi mujer y Bañeros 3. En la primera semana tuvo 350.728 espectadores, en la segunda 245.175 y en la tercera, 149.841 espectadores, en las tres como la película más vista. En la cuarta semana bajó al tercer puesto, con 100.340 espectadores, debajo de Dragon Ball Z: la batalla de los dioses y Wakolda. Su total en un mes de proyección fue de 851.206 boletos cortados.

## Video
Séptimo se estrenó en DVD en enero de 2014, editado por Blu Shine SRL. Trae como características especiales audio español 5.1 y subtítulos en inglés y español.